# Adiato Djaló Nandigna
Maria Adiato Djaló Nandigna, née le 6 novembre 1958 à Canchungo, est une femme d'État bissau-guinéenne. Elle occupe divers postes gouvernementaux depuis 2008 : ministre de la Jeunesse et des Sports (2008-2009), ministre des Affaires étrangères et des Communautés (2009) puis ministre de la Présidence du Conseil des ministres, de la Communication sociale et des Affaires parlementaires (à partir de 2009). À la suite de la démission de Carlos Gomes Júnior, elle devient Première ministre par intérim du 10 février 2012 au 12 avril 2012, date du coup d'État du général Mamadu Ture Kuruma.

## Note
1. ↑  Rulers, 10-02-2012
2. ↑  Rulers, 12-04-2012